# Álvaro Gestido
Álvaro Antonio Gestido Pose (Montevideo, 17 de mayo de 1907-Santa Clara  de Olimar, Treinta y Tres, 18 de enero de 1957) fue un futbolista uruguayo. Jugaba de mediocampista en el Club Atlético Peñarol de la Primera División de Uruguay. Era el hermano del presidente uruguayo Óscar Diego Gestido.

## Debut
Gestido debuta con Peñarol en un amistoso donde cae derrotado 0-1 ante la selección Argentina el 11 de noviembre de 1927.
Su debut oficial se produjo el 19 de agosto de 1928 en el Estadio Pocitos, en la victoria 4-0 ante Cerro, partido correspondiente a la fecha 11 del Campeonato Uruguayo.

## Retiro
Se retiró del fútbol profesional el 28 de diciembre de 1941, día en que se despidió en un partido amistoso ante River Plate de Argentina.
El 10 de junio de 1944 volvería a las canchas para disputar el Torneo Competencia en la victoria 1-0 ante Wanderers, disputando los 90 minutos al igual que el 18 de junio en la victoria 2-1 ante Liverpool. 
Juega su último partido con la camiseta aurinegra el 26 de agosto de 1944, en la victoria 5-2 ante Miramar en un amistoso.

## Selección nacional
Ha sido internacional con la Selección de Uruguay en 25 partidos. Participó de los Juegos Olímpicos de 1928 y en la Primera Copa del Mundo en 1930.

## Muerte
Álvaro Gestido murió de un infarto el 18 de enero de 1957 a la edad de 49 años, meses antes de cumplir 50 años.

### Participaciones enCopa Mundial de Fútbol
| Mundial                        | Sede    | Resultado | Partidos | Goles |
| ------------------------------ | ------- | --------- | -------- | ----- |
| Copa Mundial de Fútbol de 1930 | Uruguay | Campeón   | 4        | 0     |

### Participaciones enJuegos Olímpicos
| Juegos Olímpicos | Sede         | Resultado |
| ---------------- | ------------ | --------- |
| Ámsterdam 1928   | Países Bajos | Campeón   |

### Participaciones enCopa América
| Copa              | Sede      | Resultado   |
| ----------------- | --------- | ----------- |
| Copa América 1929 | Argentina | Semifinales |

## Clubes
| Club    | País    | Año         |
| ------- | ------- | ----------- |
| Peñarol | Uruguay | 1928 - 1941 |
| Peñarol | Uruguay | 1944        |

## Palmarés

### Campeonatos nacionales
| Título              | Club    | País    | Año  |
| ------------------- | ------- | ------- | ---- |
| Campeonato Uruguayo | Peñarol | Uruguay | 1928 |
| Campeonato Uruguayo | Peñarol | Uruguay | 1929 |
| Campeonato Uruguayo | Peñarol | Uruguay | 1932 |
| Campeonato Uruguayo | Peñarol | Uruguay | 1935 |
| Campeonato Uruguayo | Peñarol | Uruguay | 1936 |
| Torneo Competencia  | Peñarol | Uruguay | 1936 |
| Campeonato Uruguayo | Peñarol | Uruguay | 1937 |
| Campeonato Uruguayo | Peñarol | Uruguay | 1938 |
| Torneo Competencia  | Peñarol | Uruguay | 1941 |

### Torneos internacionales
| Título                 | Club (*)             | País    | Año  |
| ---------------------- | -------------------- | ------- | ---- |
| Copa Aldao             | Peñarol              | Uruguay | 1928 |
| Juegos Olímpicos       | Selección de Uruguay | Uruguay | 1928 |
| Copa Mundial de Fútbol | Selección de Uruguay | Uruguay | 1930 |